# Mathplanete (album)
Mathplanete – debiutancki album polskiej grupy muzycznej Mathplanete, wydany 27 listopada 2006 roku nakładem EMI Music Poland. 
Piosenki na albumie gościnnie zaśpiewali między innymi Krzysztof Antkowiak, Natasza Jenkins, Paulla czy Agnieszka Burcan z zespołu Plastic. Pierwszym singlem promującym wydawnictwo został utwór „Lunatique” z udziałem Edyty Górniak, do którego nakręcono teledysk w reżyserii Patrycji Woy-Woyciechowskiej ze scenariuszem Marcina Paprockiego.

## Lista utworów
Opracowano na podstawie materiału źródłowego.
1. „Intro” – 1:14
2. „Lunatiques” – 3:40
3. „Free” – 3:47
4. „Back Up Your Love” – 4:24
5. „Shake Your Brain” – 5:04
6. „Thick Skinned” – 3:39
7. „The Real Me” – 3:45
8. „La nuit” – 4:26
9. „Just One Smile” – 3:46
10. „Out of Joint” – 3:17
11. „Restless” – 4:31
12. „Silence Between Us” – 3:05
13. „Sexuality” – 2:17
14. „Fasion” – 4:43
15. „Lunatique” – 3:39